# Distrito electoral federal 3 de Chihuahua
El Distrito electoral federal 3 de Chihuahua es uno de los 300 Distritos Electorales en los que se encuentra dividido el territorio de México y uno de los nueve en los que se divide el estado de Chihuahua. Su cabecera es Ciudad Juárez.
Desde el proceso de distritación de 2022 está formado por los municipios de Ascensión, Janos y la zona oeste del Municipio de Juárez además del oeste de Ciudad Juárez.

## Distritaciones anteriores

### Distritación 1979 - 1996
Como en la distritación actual, estaba formado por un sector de la zona urbana de Ciudad Juárez. 

### Distritación 1996 - 2005
Era casi idéntica a la actual, lo formaba un sector del Municipio de Juárez y su cabecera está situada en Ciudad Juárez.

### Distritación 2005 - 2017
De 2005 a 2017 estuvo formado por el sector oriente de la zona urbana de Ciudad Juárez.

### Distritación 2017 - 2022
Entre 2017 y 2022 el distrito abarcó la zona poniente de Ciudad Juárez además del norponiente del Municipio de Juárez.

## Diputados por el distrito
| Diputado                        | Grupo parlamentario | Legislatura                       | Periodo     |
| ------------------------------- | ------------------- | --------------------------------- | ----------- |
| Antonio Ochoa                   |                     | III                               | 1863 - 1865 |
| José Eligio Muñoz               |                     | IV                                | 1865 - 1868 |
| Vacante                         | Vacante             | VI VII VIII IX X                  | 1871 - 1882 |
| Jesús E. Valenzuela             |                     | XI XII XIII XIV XV XVI XVII XVIII | 1882 - 1898 |
| Ignacio Miguel Luchichí         |                     | XIX XX                            | 1898 - 1902 |
| Miguel Bolaños Cacho            |                     | XXI                               | 1902 - 1904 |
| Leopoldo Ortega                 |                     | XXII                              | 1904 - 1906 |
| José María Gamboa               |                     | XXIII                             | 1906 - 1908 |
| Fructoso García                 |                     | XXIV XXV                          | 1908 - 1912 |
| Vacante                         | Vacante             | XXVI                              | 1912 - 1914 |
| Vacante                         | Vacante             | Constituyente                     | 1916 - 1917 |
| Vacante                         | Vacante             | XXVII                             | 1917 - 1918 |
| Octavio M. Trigo                |                     | XXVIII                            | 1918 - 1920 |
| Liborio Chávez Franco           |                     | XXIX                              | 1920 - 1922 |
| José Sáenz Juárez               |                     | XXX                               | 1922 - 1924 |
| Mariano Irigoyen Escontrías     |                     | XXXI                              | 1924 - 1926 |
| Nicolás Pérez                   |                     | XXXII                             | 1926 - 1928 |
| José Valenzuela                 |                     | XXXIII                            | 1928 - 1930 |
| Simón Puentes                   |                     | XXXIV                             | 1930 - 1932 |
| Octavio M. Trigo                |                     | XXXV                              | 1932 - 1934 |
| Julián Aguilar G.               |                     | XXXVI                             | 1934 - 1937 |
| Francisco García Carranza       |                     | XXXVII                            | 1937 - 1940 |
| Jesús U. Molina                 |                     | XXXVIII                           | 1940 - 1943 |
| Teófilo Borunda                 |                     | XXXIX                             | 1943 - 1946 |
| Luis R. Legarreta               |                     | XL                                | 1946 - 1949 |
| Teófilo Borunda                 |                     | XLI                               | 1949 - 1952 |
| Pedro Díaz González             |                     | XLII                              | 1952 - 1955 |
| Jesús Sanz Cerrada López Goerne |                     | XLIII                             | 1955 - 1958 |
| Marcos Flores Monsiváis         |                     | XLIV                              | 1958 - 1961 |
| Ricardo Carrillo Durán          |                     | XLV                               | 1961 - 1964 |
| Raúl Humberto Lezama Gil        |                     | XLVI                              | 1964 - 1967 |
| Guillermo Quijas Cruz           |                     | XLVII                             | 1967 - 1970 |
| Mario Jáquez Provencio          |                     | XLVIII                            | 1970 - 1971 |
| Fernando Pacheco Parra          | 1971 - 1973         | XLVIII                            |             |
| Francisco Rodríguez Pérez       |                     | XLIX                              | 1973 - 1976 |
| José Reyes Estrada Aguirre      |                     | L                                 | 1976 - 1979 |
| René Franco Barreno             |                     | LI                                | 1979 - 1982 |
| Enrique Soto Izquierdo          |                     | LII                               | 1982 - 1985 |
| Héctor Mejía Gutiérrez          |                     | LIII                              | 1985 - 1988 |
| Miguel Agustín Corral           |                     | LIV                               | 1988 - 1991 |
| Carlos Morales Villalobos       |                     | LV                                | 1991 - 1994 |
| Sergio Vázquez Olivas           |                     | LVI                               | 1994 - 1997 |
| Eliher Flores Prieto            |                     | LVII                              | 1997 - 2000 |
| Carlos Borunda Zaragoza         |                     | LVIII                             | 2000 - 2003 |
| María Ávila Serna               |                     | LIX                               | 2003 - 2006 |
| Cruz Pérez Cuéllar              |                     | LX                                | 2006 - 2009 |
| María Antonieta Pérez Reyes     |                     | LXI                               | 2009 - 2012 |
| Carlos Angulo Parra             |                     | LXII                              | 2012 - 2015 |
| María Ávila Serna               |                     | LXIII                             | 2015 - 2018 |
| Claudia Elena Lastra Muñoz      |                     | LXIV                              | 2018 - 2021 |
| Lilia Aguilar Gil               |                     | LXV LXVI                          | 2021 -      |

## Resultados electorales

### 1964
|  | 32.32 % |

|  | 67.17 % |

|  | 0.30 % |

|  | 0.12 % |

|  | 0.08 % |

|  | 100.00 % |

|  | 0.00 % |

|  | 55.89 % |

|  | 44.11 % |

### 1967
|  | 23.48 % |

|  | 74.77 % |

|  | 1.74 % |

|  | 0.00 % |

|  | 0.00 % |

|  | 100.00 % |

|  | 0.00 % |

|  | 58.10 % |

|  | 41.90 % |

### 1970
|  | 0.00 % |

|  | 76.20 % |

|  | 1.40 % |

|  | 0.00 % |

|  | 0.08 % |

|  | 77.68 % |

|  | 22.32 % |

|  | 46.61 % |

|  | 53.39 % |

### 1973
|  | 23.04 % |

|  | 60.84 % |

|  | 3.00 % |

|  | 0.00 % |

|  | 0.15 % |

|  | 87.03 % |

|  | 12.97 % |

### 1976
|  | 17.17 % |

|  | 62.55 % |

|  | 40.09 % |

|  | 0.93 % |

|  | 0.23 % |

|  | 84.97 % |

|  | 15.03 % |

|  | 52.29 % |

|  | 47.71 % |

### 1979
|  | 22.43 % |

|  | 56.46 % |

|  | 3.21 % |

|  | 0.11 % |

|  | 2.45 % |

|  | 4.85 % |

|  | 1.41 % |

|  | 0.05 % |

|  | 90.96 % |

|  | 9.04 % |

|  | 38.24 % |

|  | 61.76 % |

### 1982
|  | 37.76 % |

|  | 56.51 % |

|  | 1.36 % |

|  | 0.00 % |

|  | 1.36 % |

|  | 2.49 % |

|  | 0.52 % |

|  | 0.00 % |

|  | 0.00 % |

|  | 0.00 % |

|  | 100.00 % |

|  | 0.00 % |

|  | 60.50 % |

|  | 39.50 % |

### 1985
|  | 60.22 % |

|  | 33.42 % |

|  | 0.36 % |

|  | 0.18 % |

|  | 0.44 % |

|  | 0.40 % |

|  | 0.04 % |

|  | 0.44 % |

|  | 0.07 % |

|  | 0.00 % |

|  | 96.04 % |

|  | 3.96 % |

|  | 2.43 % |

|  | 97.57 % |

- Nota: Los resultados computados corresponden únicamente a los de 10 casillas debido a que el Comité Distrital Electoral no computó los resultados de otras 106 casillas, debido a que careció de la documentación correspondiente en el plazo señalado por la Ley Federal de Organizaciones Políticas y Procesos Electorales (LFOPPE), como consta en el acta de fecha 14 de julio anterior del organismo electoral mencionado.[13]

Debido a la situación anteriormente expuesta, el Colegio Electoral de la Cámara de Diputados ordenó el 24 de septiembre que se incluyeran los resultados de las 106 casillas en mención, resultando de la siguiente manera:
|  | 57.99 % |

|  | 39.54 % |

|  | 0.35 % |

|  | .20 % |

|  | 0.36 % |

|  | 0.47 % |

|  | 0.19 % |

|  | 0.82 % |

|  | 0.08 % |

|  | 0.00 % |

|  | 100.00 % |

|  | 0.00 % |

|  | 40.98 % |

|  | 59.02 % |

### 1988
|  | 48.57 % |

|  | 47.62 % |

|  | 1.46 % |

|  | 1.40 % |

|  | 0.33 % |

|  | 0.39 % |

|  | 0.23 % |

|  | 0.00 % |

|  | 100.00 % |

|  | 0.00 % |

|  | 39.13 % |

|  | 60.87 % |

### 1991
|  | 38.50 % |

|  | 50.36 % |

|  | 0.37 % |

|  | 0.83 % |

|  | 0.90 % |

|  | 0.33 % |

|  | 0.36 % |

|  | 0.20 % |

|  | 0.55 % |

|  | 0.74 % |

|  | 0.02 % |

|  | 93.14 % |

|  | 6.86 % |

|  | 73.93 % |

|  | 26.07 % |

### 1994
|  | 31.76 % |

|  | 54.39 % |

|  | 0.32 % |

|  | 6.30 % |

|  | 0.47 % |

|  | 0.24 % |

|  | 0.30 % |

|  | 1.81 % |

|  | 0.54 % |

|  | 0.06 % |

|  | 96.19 % |

|  | 3.81 % |

|  | 74.15 % |

|  | 25.85 % |

### 1997
|  | 43.60 % |

|  | 35.34 % |

|  | 10.77 % |

|  | 0.77 % |

|  | 2.34 % |

|  | 4.11 % |

|  | 0.12 % |

|  | 0.25 % |

|  | 0.01 % |

|  | 97.29 % |

|  | 2.71 % |

|  | 53.28 % |

|  | 46.72 % |

### 2000
|  | 52.47 % |

|  | 37.26 % |

|  | 6.67 % |

|  | 0.66 % |

|  | 0.36 % |

|  | 0.96 % |

|  | 0.01 % |

|  | 98.39 % |

|  | 1.61 % |

|  | 58.02 % |

|  | 41.98 % |

### 2003
|  | 40.51 % |

|  | 46.77 % |

|  | 3.78 % |

|  | 1.89 % |

|  | 0.93 % |

|  | 0.18 % |

|  | 0.48 % |

|  | 0.99 % |

|  | 0.25 % |

|  | 0.54 % |

|  | 0.06 % |

|  | 96.37 % |

|  | 3.63 % |

|  | 31.81 % |

|  | 68.19 % |

### 2006
|  | 51.12 % |

|  | 26.23 % |

|  | 13.23 % |

|  | 5.41 % |

|  | 2.34 % |

|  | 0.15 % |

|  | 98.48 % |

|  | 1.52 % |

|  | 48.05 % |

|  | 51.95 % |

### 2009
|  | 30.96 % |

|  | 30.45 % |

|  | 3.04 % |

|  | 3.53 % |

|  | 15.58 % |

|  | 3.85 % |

|  | 0.83 % |

|  | 0.33 % |

|  | 88.57 % |

|  | 11.43 % |

|  | 28.49 % |

|  | 71.51 % |

### 2012
|  | 29.97 % |

|  | 27.64 % |

|  | 23.31 % |

|  | 5.69 % |

|  | 5.80 % |

|  | 0.11 % |

|  | 92.52 % |

|  | 7.48 % |

|  | 53.21 % |

|  | 46.79 % |

### 2015
|  | 29.46 % |

|  | 29.52 % |

|  | 2.08 % |

|  | 1.74 % |

|  | 3.95 % |

|  | 6.92 % |

|  | 10.07 % |

|  | 2.80 % |

|  | 4.40 % |

|  | 2.30 % |

|  | 0.27 % |

|  | 93.53 % |

|  | 6.47 % |

|  | 31.23 % |

|  | 68.77 % |

### 2018
|  | 14.82 % |

|  | 16.38 % |

|  | 40.14 % |

|  | 3.74 % |

|  | 2.63 % |

|  | 17.17 % |

|  | 0.15 % |

|  | 95.03 % |

|  | 4.97 % |

|  | 43.97 % |

|  | 56.03 % |

### 2021
|  | 26.12 % |

|  | 7.44 % |

|  | 57.44 % |

|  | 2.71 % |

|  | 0.82 % |

|  | 1.91 % |

|  | 0.10 % |

|  | 96.54 % |

|  | 3.46 % |

|  | 34.09 % |

|  | 65.91 % |